# Московский собор (1681—1682)
Моско́вский собо́р 1681—1682 го́да — поместный собор Русской церкви во главе с патриархом Иоакимом, созванный в ноябре 1681 года при царе Феодоре Алексеевиче. Закончился собор в апреле 1682 года.

## Предыстория собора
В 1654 году патриарх Никон и царь Алексей Михайлович начали церковную реформу, в результате которой должна была произойти полная унификация обрядов по греческим образцам. Для этой цели были созваны  соборы: Московский собор 1656 года и Большой Московский собор, на которых старые обряды были признаны еретическими, а все, кто ими пользуется объявлены еретиками и преданы анафеме. Меры эти не помогли, большая часть православных продолжала пользоваться старыми обрядами, перестала посещать церкви со службой по новым обрядам, более того, собирала собственные собрания и вела проповедь среди народа, проповедуя верность старых обрядов, в свою очередь обвиняя новообрядцев в ереси. Для борьбы со старообрядцами и за утверждение нового обряда нужны были решительные меры, не церковные прещения, а гражданские казни против старообрядцев. Большой Московский собор уже подготовил теоретическую базу (7 глава Деяний собора 1667 года), в которой обосновал необходимость казней в борьбе против еретиков, то есть старообрядцев.

## Вопросы для собора
В предисловии соборного постановления сказано, какие вопросы вынесены для обсуждения: об учреждении новых епархий, о предании раскольников гражданскому суду, о церковном и монастырском благочинии, об исправлении Чиновной книги, о хранении Ризы Господней и святых мощей, о призрении нищих и о воспрещении строить новые пустыни, о запрещении продавать различные выписки из книг Божественного Писания и прочее.

## Участники собора
- патриарх Московский Иоаким
- митрополит Новгородский и Великолуцкий Корнилий
- митрополит Астраханский и Терский Никифор
- митрополит Ярославский и Ростовский Иона (Сысоевич)
- митрополит Смоленский и Дорогобужский Симеон (Молюков)
- митрополит Сарский и Подонский Варсонофий (Чертков)
- митрополит Нижегородский и Алаторский Филарет
- архиепископ Суздальский и Юрьевский Иларион (Ананьев)
- архиепископ Вологодский и Белоозерский Симон
- архимандриты:
  - «Спаса Нового монастыря» Гавриил
  - из Великого Новгорода, Юрьева монастыря Иов
  - Симонова монастыря Гавриил.

## Соборные решения
Соборные решения изложены в форме 16 предложений от царя и стольких же соборных ответов духовенства.
- 1 предложение: для каждого митрополита создать группу подвластных ему епископов. Ответ: патриарх, митрополиты, и все архиереи «бьют челом» и просят государя, чтобы были учреждены новые архирейские кафедры: епископы — в Галиче и в Арзамасе; архиепископ — в Севске, к последнему должны быть приписаны города: Брянск, Трубческ, Путивль, Рылеск; для митрополита Новгородского — Холмогоры; в городе Ваге — архиепископ, под ним города: Архангельский город, Мезень, Кевроль, Пустоезеро, Пенега; для митрополита Казанского — Уфа; и т. д.
- 2 предложение: в частных домах, во многих городах люди (старообрядцы) устроили частные постоянные молитвенные собрания, в которых «ругают церковь». Ответ: прежний царь Алексей Михайлович «тех врагов, святыя церкви противников» велел отправлять в гражданские суды. И сегодня «соборне просим и молим» чтобы царь тех людей отсылал к гражданскому суду. Воеводы, под царским устрашением, вместе с местными архиереями должны посылать служилых людей, чтобы приводить тех раскольников (старообрядцев) в суды.
- 3 предложение: для лучшего устроения монастырей и для того, чтобы монахи не покидали монастыри предлагалось устроить во всех монастырях больницы, а также не держать в монастырях «хмельное питие». Ответ: в монастырях не держать хмельное, иметь только общую трапезу, иметь общую одежду, устроить больницы для больных и престарелых, не принимать монахов из других монастырей без архиерейского разрешения и отпускных грамот. Строго настоятелем монастырей следить за тем, чтобы иеромонахи не стригли мирских людей, находящихся при смерти, в их собственных домах, кто не послушает из иеромонахов, тех отправлять к архиереям на суд; для тех, монахов, которые не живут в монастырях, а пьянствуют по кабакам и валяются на улицах в пьяном виде, надо обустроить Пятницкий монастырь (оградить его забором, построить в нем кельи), и там всех их собирать и держать. Монахинь, которые нищенствовали, а не жили в монастырях, также надо всех собирать и отправлять в те женские монастыри, которые богаты вотчинами, то есть могут их прокормить. Запрещалось мирским людям в своих домашних церквах держать вдовых священников. Кто же хотел иметь священника в домашней церкви, тот должен был обратиться с просьбой к патриарху, но нельзя для таких церквей ставить вдовых иереев и иеромонахов, по причине того, что многие из них служат в пьяном виде и их надо извергать из сана. Если же кто будет иметь в домашней церкви священников без архиерейского благословения, то на тех людей надо накладывать епитимью, а тех священников рассылать по монастырям, «под начал».
- 4 предложение: вблизи границы России, в Швеции и Польше находятся православные храмы, люди же, которые там живут не имеют священников, а местные власти искореняют православие. Ответ: в те храмы поставлять иереев.
- 5 предложение: предлагалось исправить текст «Чиновной печатной книги», текст по которому люди, вступая в различные должности (чины), приносили присягу царю. Причина исправления была в том, что книга включала многие страшные и непрощаемые клятвы. Ответ: в книге три статьи, первые две нуждаются в исправлении, а из третьей статьи нужно убрать те клятвы, согласно которым люди, нарушившие их, объявляли себя лишёнными Вечной Жизни (обрекали себя на вечную смерть или непрощёнными в будущей жизни).
- 6 предложение: в Москву ещё в 1625 году привезли часть Животворящего Креста и Ризу Спасителя, по благословению предыдущих патриархов их разделили на части и раздали по храмам, предлагалось все части собрать в одно место: в соборную церковь (Успенский собор Московского Кремля), хранить их постоянно в двух ковчегах, а в Великую Пятницу выносить на всеобщее поклонение. Ответ: согласие.
- 7 предложение: мощи Иоанна Предтечи и других святых один раз в год приносили из Благовещенского собора в Успенский собор в Великую Пятницу на омовение (с помощью мощей освящалась вода в этот день, и от неё верующие получали исцеления), в остальное время они хранились в небрежении, предлагалось их распределить по монастырям, соборам и приходским храмам, чтобы там их хранить в особых местах. Но в Великую Пятницу их приносить в Успенский собор на омовение. Ответ: согласие.
- 8 предложение: в Москве некоторые мужские и женские монастыри находятся между домами мирских людей, из последних люди в любое время имеют свободный вход в обители, более того в самих монастырях устроены храмы (на вечное поминование), в которых служит белое духовенство, по этой причине монахом достовляется беспокойство. Царь желает входы для мирян закрыть в монастыри, а те храмы перевести в другие места. Ответ: дело богоугодное и полезное для спасения монахов.
- 9 предложение: всех странников и нищих, бывших на улицах, разобрать и создать для них особые места, где их содержать, чтобы никто не скитался. Ответ: полное согласние.
- 10 предложение: чтобы нищие во время церковной службы в церквах милостыню не просили и никого не беспокоили во время богослужения. Ответ: согласие.
- 11 предложение: чтобы земля, выделенная под кладбища, не использовалась священством для торговых лавок и для построения на ней амбаров, чтобы никто по ней не ездил, а чтобы она была ограждена. Ответ: царю предлагалось выделить из Земского приказа людей, которые отделили, измерили и очистили бы земельные участки под кладбища, и вместе с Патриаршим приказом их бы закрепили в документах.
- 12 предложение: если в монастырях или церквах церковные праздники, то туда надо посылать харчи и квас. Ответ: соборное согласие.
- 13 предложение: многие монахи и монахини уходили из монастырей, селились в пустынных местах, строили часовни, в них служили по старым книгам; а вокруг них собирались и селились многие люди, которые почитали этих иноков за страдальцев. Предлагалось не попускать этого патриарху. Ответ: собор архиереев просит царя, чтобы он издал законы, которые запрещали такие действия, а те монастыри, которые были созданы превращать в приходские храмы.
- 14 предложение: у Спасских ворот Московского Кремля разные люди продавали тетрадки, в которых делали выписки из Священного Писания; в этих выписках была написана ложь и хула на Церковь, патриарху предлагалось с Печатного двора «остерегать и свидетельствовать» об этом. Ответ: царю предлагалось выделить особого человека, который занимался специально такими вещами, то есть вместе со стрельцами брал бы таких людей под стражу и приводил бы в Патриарший приказ, то есть отдавать под патриарший суд.
- 15 предложение: если кто начнёт продавать старопечатные книги, то у тех книги забирать на Печатный Двор, а взамен им выдавать новонапечатанные книги, чтобы не было разногласий. Ответ: новонапечатанные книги выдавать бесплатно.
- 16 предложение: в Москве и в других местах поставлены часовни с иконами, в которых служат иереи и собирается народ в воскресение, чтобы там не было священников, кроме особых пристойных мест. Ответ: в часовнях быть иконам, но только рядом с караулами, но при часовнях не жить старцам и не устраивать поселений.

## Последствия собора
Соборные решения явились продолжением церковной реформы, продолжением борьбы против старого обряда и строобрядцев. Во 2, 13, 14, 15, 16 ответах собор  настойчиво просит царя о казнях, о решительной физической  расправе  над старообрядческими  книгами, церквями, скитами, монастырями и над самими людьми-старообрядцами. Сразу после собора начнется активная физическая расправа. Царица Софья, именно по просьбе духовенства, собора 1681-82 года, издаст в 1685 году знаменитые «12 статей» — государственные всеобщие законы, на основании которых будут преданы различным казням: изгнаниям, тюрьмам, пыткам, сожжениям живыми в срубах тысячи человек-старообрядцев.
Оценивая последствия Собора, А. В. Карташёв, писал:
Большой церковный собор одобрил и привел в действие целую систему репрессий против старообрядчества, которая явила собой картину решительного гонения на него. Тут впервые в жизни русской церкви и государства применена была система и дух Западной инквизиции.